# Acacia spania
Acacia spania är en ärtväxtart som beskrevs av Leslie Pedley. Acacia spania ingår i släktet akacior, och familjen ärtväxter. Inga underarter finns listade i Catalogue of Life.